# R-5 (Rakete)

R-5

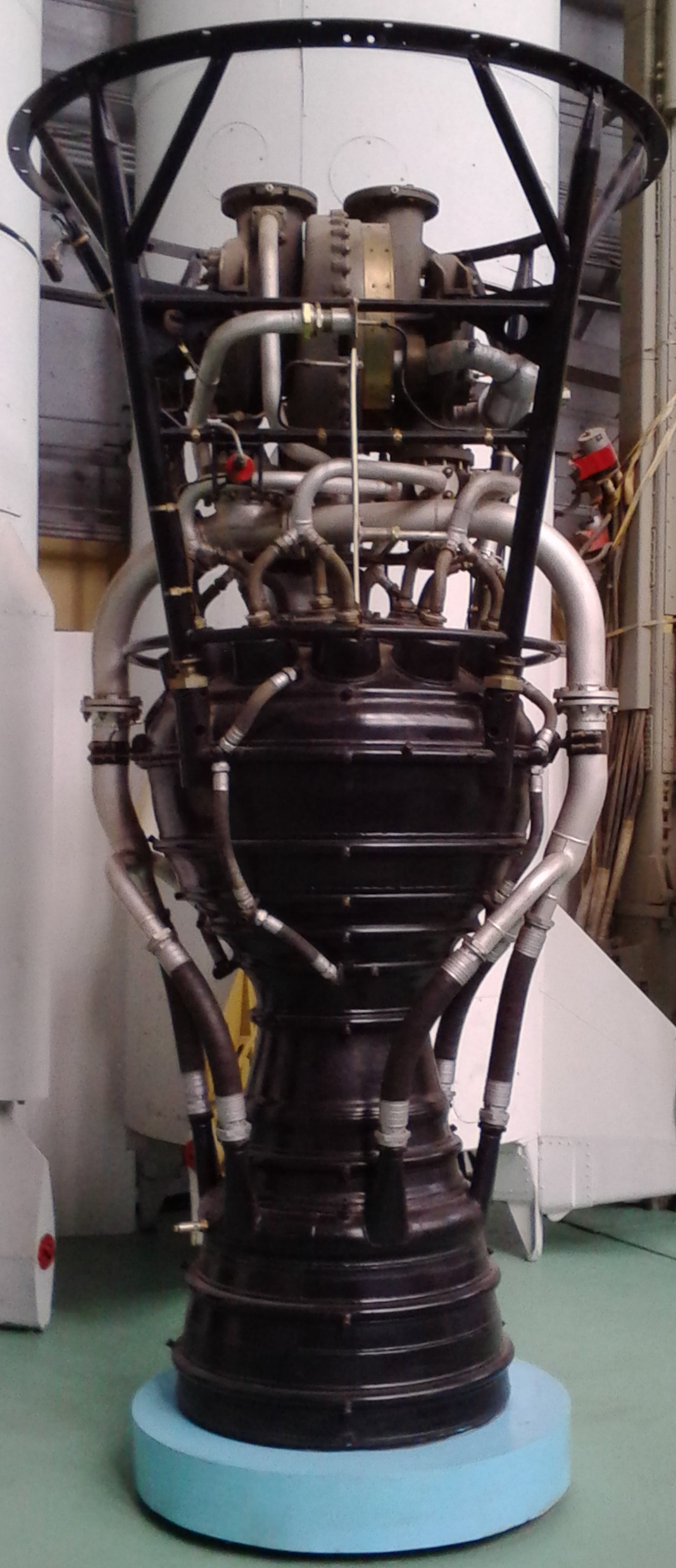
Triebwerk RD-103

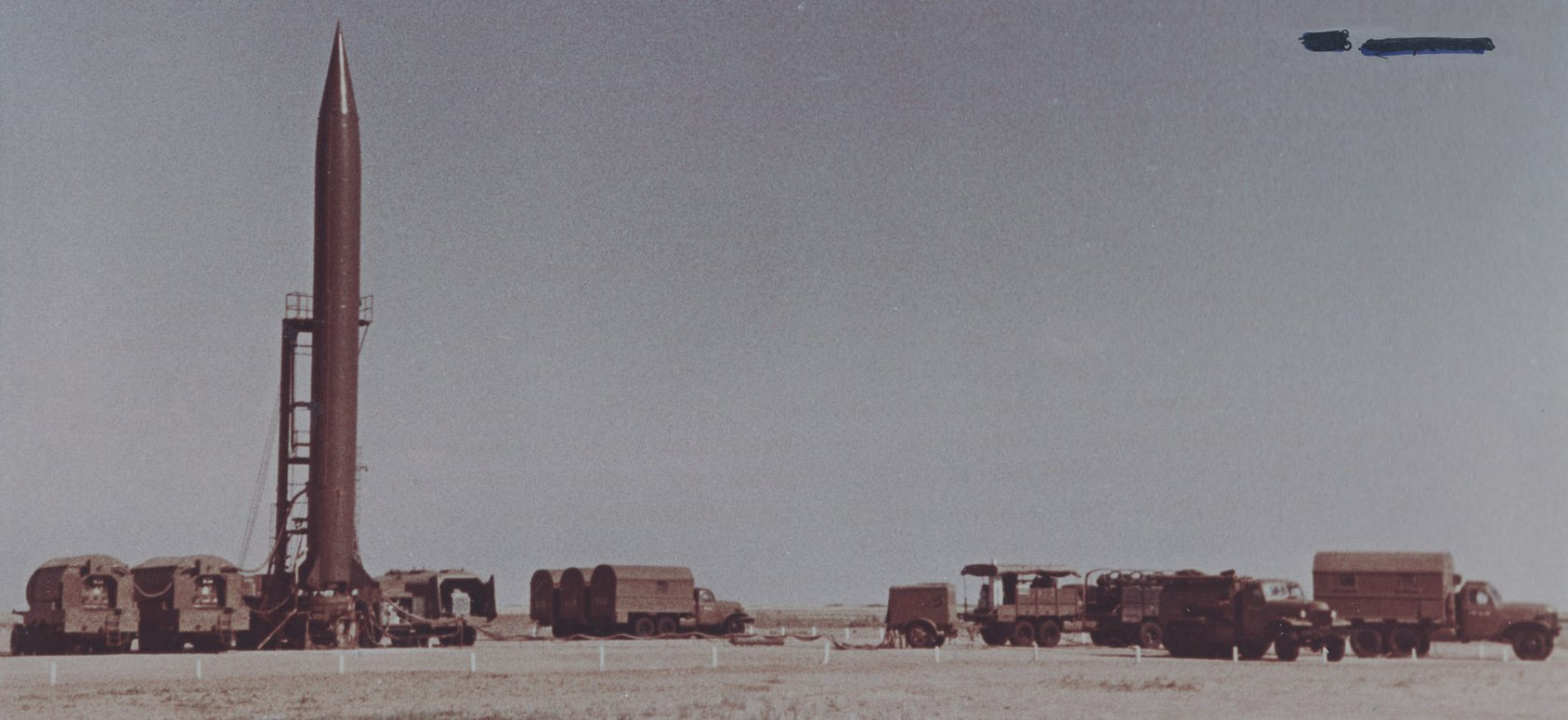
Nuklear bestückte R-5M Raketenbatterie in Startbereitschaft

Die R-5 (NATO-Codename SS-3 Shyster, GRAU-Index 8K51) war eine Mittelstreckenrakete mit Flüssigtreibstoffantrieb der UdSSR. Ihre Entwicklung hatte ursprünglich eine strategische Rakete mit einer Reichweite von 3.000 km zum Ziel, was theoretisch möglich gewesen wäre, praktisch jedoch ineffizient war. So wurde eine reduzierte Reichweite von 1.200 km in Kauf genommen und 1953 mit den Flugtests begonnen. Ursprünglich war die R-5 nur für eine Reichweite von 800 km konzipiert, die später durch eine Veränderung des verwendeten Treibstoffgemisches erhöht wurde. Die Rakete hatte im Unterschied zu den Vorgängermodellen R-1 und R-2, die sich noch stark an die deutsche A4 anlehnten, Tanks aus Aluminium- und Magnesiumlegierungen und war in einer Monocoque-Bauweise gefertigt, wodurch große Gewichtseinsparungen erzielt werden konnten. Das Raketentriebwerk RD-103 wurde von Walentin Gluschko im OKB-456 entwickelt und beruhte auf einer Weiterentwicklung des A4-Triebwerks mit nahezu verdoppeltem Schub unter Verwendung von Brennstoff mit 92 % Alkoholgehalt (A4 mit 75 %). Im Vergleich zu den genannten Vorgängermodellen wurde die Kühlung nachhaltig verbessert und flexible Treibstoffzuleitungen eingesetzt. In den ersten Jahren wurde nur die erste Version der R-5 hergestellt, die nukleare Variante R-5M mit einem atomaren Gefechtskopf ging erst nach weiteren Tests 1956 in Produktion.:217–224
Durch ihre nachträglich erhöhte Reichweite war die R-5 die erste wirklich strategisch nutzbare Rakete, da sie Ziele in Mitteleuropa erreichen konnte. Es wurde eine Treffergenauigkeit (CEP) von 1.200 bis 2.000 Meter erreicht (je nach Schussdistanz). Eine einzelne R-5 brauchte etwa 2,5 bis 5 Stunden für die Startvorbereitung und konnte aufgrund des tiefgekühlten Flüssigsauerstoffs nicht länger als einen Tag auf der Startrampe verbleiben. Somit konnte die R-5 nicht ständig in Gefechtsbereitschaft gehalten werden.
Die R-5M wurde ab Mai 1956 stationiert und 1967 ausgemustert. Bei der Militärparade zum 40. Jahrestag der Oktoberrevolution am 7. November 1957 in Moskau wurde sie erstmals der Weltöffentlichkeit als reales atomares Drohpotential präsentiert.:220,223 Mit nuklearen Gefechtsköpfen bestückte R-5M wurden während der Berlin-Krise im Mai 1959 erstmals außerhalb der UdSSR in der DDR in Vogelsang und Fürstenberg/Havel stationiert. Potentielle Ziele waren Luftwaffenbasen und Häfen in der Bundesrepublik, den Niederlanden, Belgien und US-amerikanische Raketenstellungen in Großbritannien. Nach geheimen Verhandlungen mit den USA und einigen Zugeständnissen wurden die Raketen im August 1959 wieder abgezogen.:236–245
Die Volksrepublik China erhielt dank sowjetischer Militärhilfe bis 1959 die R-5 und konnte diese mit dem Aufstieg zur Atommacht 1964 mit einem nuklearen Gefechtskopf bestücken.
Die Rakete diente als Grundlage für die spätere R-12 mit verlängerter Reichweite und schwererem Gefechtskopf.
Vor dem Kosmonautik-Museum zu Ehren von Sergei Pawlowitsch Koroljow in Schytomyr ist eine R-5 ausgestellt.